# 平川侑季
平川 侑季（ひらかわ ゆき、1991年6月24日 - ）は、元福岡放送（FBS）のアナウンサー。現在は大阪府にある、セイ所属。

## 経歴
大分県日田市出身。TBSテレビアナウンサーの江藤愛は中学校、高等学校の先輩である。西南学院大学を卒業後、2014年にアナウンサーとしてOBSに入社。2018年に福岡放送へ移籍した。なお、同局では平川と同じくJNN・JRN系列局の在籍経験者に豊原慎二 (元北海道放送) と須田健太郎 (元北陸放送) がいる。

## 出演番組

### 過去の出演番組

#### OBSテレビ
- OBSイブニングニュース（月・火・金）[3]
- 旬感!3ch（水）[3]
- OBSニュース

#### OBSラジオ
- 歌のない歌謡曲（月-金）[3]
- えんぴつの詩（月-金）[3]
- イチスタ☆[7]
- OBSニュース